# Soatá
Soatá è un comune della Colombia facente parte del dipartimento di Boyacá.
Il centro abitato venne fondato da Juan Rodriguez Parra nel 1545, mentre l'istituzione del comune è del 10 dicembre 1945.